# Folikulostimulišući hormon
Folikulostimulišući hormon (folitropin, folikularni stimulišući hormon, FSH) je hormon koji se sintetizuje i izlučuje u prednjem režnju hipofize (adenohipofiza). FSH zajedno sa luteinizujućim hormonom (LH) ima važnu ulogu u polnom sistemu:
- kod žena FSH, zajedno sa LH potiče rast i sazrevanje Grafova folikula u jajniku
- kod muškaraca FSH, povećava proizvodnju androgena, vezajućeg proteina u Sertolijevim stanicama semenika i potreban je za spermatogenezu.

## Struktura
FSH je glikoprotein koji se sastoji od dva polipeptidna lanca, koja oba imaju na svome kraju vezane molekule šećera. Jedan lanac čini alfa podjedinicu, a drugi beta. Alfa podjedinica FSH sastoji se od 92 aminokiseline i jednaka je alfa podjedinici LH, TSH (tireotropin), i hCG (humani korionski gonadotropin). Beta podjedinice se razlikuju i daju određeni specifični efekat svakom hormonu. Beta lanac FSH sadrži 118 aminokiselina i zaslužan je za vezanje za FSH-receptorom. Za normalnu fiziološku aktivnost hormona potrebna je i alfa i beta podjedinica. Šečerni deo hormona se sastoji od fukoze, galaktoze, manoze, galaktozamina, glukozamina, i sialinske kiseline. Poluživot FSH je 4 časa.

## Genetika
Gen prema kojemu se sintetizuje alfa podjedinica nalazi se na 6 hromosomu (6p21.1-23) i izražen je u mnogim stanicama, dok se gen za beta podjedinicu nalazi na 11 kormosomu, koji je izražen samo u gonatropnim stanicama hipofize. Njegovu ekspresiju kontroliše gonadotropin oslobađajući hormon (GnRH), inhibira je inhibin, a aktivin je pojačava.

## Efekat
FSH reguliše razvoj, rast, pubertetsko sazrevanje, i polne procese u ljudskom telu. Kod muškaraca i žena, FSH stimuliše sazrevanje polnih ćelija. Nivoi FSH kod muškaraca uglavnom su stalne, dok se kod žena menjaju tokom menstrualnog ciklusa.
Nivoi FSH koje se izlučuju iz hipofize kod žena su vrlo niske sve do devete ili desete godine kada postepeno počnu rasti. Sa porastom FSH i LH počinje i rast jajnika što dovodi do puberteta i menarhe (bez podražaja FSH i LH jajnici ostaju neaktivni).
FSH deluje vezujući se na FSH-receptor (transmembranski protein) koji se nalazi na ćelijama jajnika, semenika i materice. U jajniku, FSH potiče rast folikula vezujući se za receptore na granuloza ćelijama.
FSH-receptori nalaze se na Sertolijevima stanicama u semeniku i izraženi su na žlezdanom epitelu endometrija materice u luteinskoj fazi menstrualnog ciklusa.

## Regulacija izlučivanja
Izlučivanje FSH iz adenohipofize ovisi o hipotalamusu (GnRH), zatim samoj hipofizi (peptidi, aktivin, folistatin) i povratnoj sprezi hormona jajnika (estrogeni, progesteron, inhibin, aktivin).